# جيمس ليمويل هولواي الثالث
جيمس ليمويل هولواي الثالث (بالإنجليزية: James L. Holloway III)‏ هو ضابط أمريكي، ولد في 23 فبراير 1922 في تشارلستون في الولايات المتحدة.